# Tymoshivka
Tymoshivka (en ucraniano: Тимошівка) es un pueblo (selo) situado en el raión de Cherkasy del óblast de Cherkasy, en Ucrania. 
Se encuentra a 6 kilómetros al sur de Kámianka. En 2009 tenía una población de 811 habitantes. El selo pertenece a la hromada rural de Kámianka, con la administración en la ciudad de Kámianka.

## Historia
La fundación del asentamiento llamado Tymošivka se remonta a mediados del siglo XVII. Du nombre deriva de Timos Čumak, que fue el primer colono. Según otra leyenda, aquí murió Timiš, el hijo de Bohdan Chmel'nyc'kyj, de ahí el nombre.
A principios del siglo XVIII, Tymosivka formaba parte del starosty de Smeljans'k y pertenecía al príncipe Stanisław Lubomirski. En 1787, cambió de propietario del príncipe Grigory Aleksandrovič Potëmkin, quien lo cedió a sus nietos.
En 1808 vivían en el pueblo 869 almas. El pueblo estaba dividido entre el decabrista O. P. Južnevs'kyj, la iglesia y otros terratenientes. En la década de 1980, Tymosivka se convirtió en una parroquia del distrito de Čyhyryn. En ese momento, Tymosivka contaba con 214 familias (1.304 habitantes), un gobierno municipal, la iglesia ortodoxa, escuelas parroquiales, dos tiendas y una fábrica de ladrillos.
En los años 1917-1920, hubo una lucha por el poder. En la región de Tymosivka operaba el destacamento partisano Vasyl' Kvaša. En 1920, la unidad estaba formada por 300 rebeldes. Durante las batallas, el pueblo fue destruido. A principios de 1920 se estableció el poder soviético. En 1928 se organiza la primera artillería "Nezamoznik". En 1930 se crearon dos asociaciones cooperativas: "Victoria" y "Bolcheviques".
Durante el Holodomor de 1932-1933, las pérdidas humanas oscilaron entre 170 y 1.000 personas. En los campos de batalla de la guerra soviético-alemana murieron 126 personas del pueblo. En las batallas por el pueblo murieron 23 soldados soviéticos. 
En 1982 fue destruida en el pueblo la iglesia de San Demetrio (su construcción había comenzado en 1814).
Hasta el 18 de julio de 2020, Tymoshivka pertenecía al raión de Kámianka. Este raión fue abolido en julio de 2020 como parte de la reforma administrativa de Ucrania, que redujo a cuatro el número de raiones del óblast de Cherkasy. El área del raión de Kámianka se fusionó con el raión de Cherkasy.

## Personas
Aquí nació el compositor polaco Karol Szymanowski (1882-1937).

## Monumentos y lugares de interés
Museo Karol Szymanowski y Museo de Etnología. Se conservan tres obeliscos de Gloria, un monumento a las víctimas del Holodomor, recuerdo de los aldeanos quemados durante los años de la guerra soviético-alemana.